# Hani Sbeitia
Hani Sbeitia, né le 4 mars 2001, est un rameur d'aviron tunisien.

## Carrière
Aux championnats d'Afrique 2019 à Tunis, Hani Sbeitia est médaillé d'or en skiff juniors ainsi qu'en deux de couple juniors.
Il remporte aux championnats d'Afrique d'aviron de plage sprint 2022 à Hammamet la médaille d'or en deux de couple ainsi qu'en deux de couple mixte.
Aux championnats d'Afrique 2022 à El-Alamein, il est médaillé d'argent en skiff (en seniors et en moins de 23 ans) et médaillé de bronze en deux de couple seniors avec Ghaith Kadri.
Il est médaillé d'or en deux de couple hommes ainsi qu'en deux de couple mixte aux Jeux africains de plage de 2023 à Hammamet.
Aux championnats d'Afrique 2023 à Tunis, il est médaillé de bronze en deux de couple seniors avec Mohamed Rayen Hafsa et médaillé d'or en deux de couple en moins de 23 ans avec Fadi Ben Hamouda.
Aux championnats d'Afrique 2024 à El-Alamein, il est médaillé d'argent en skiff et en quatre de couple. Il est aussi médaillé d'or en skiff et médaillé de bronze en quatre de couple mixte aux championnats d'Afrique de plage sprint 2024.